# نيك مونتغومري
نيك مونتغومري (بالإنجليزية: Nick Montgomery) (28 أكتوبر 1981 بليدز في المملكة المتحدة - ) هو لاعب كرة قدم إسكتلندي في مركز الوسط. شارك مع منتخب إسكتلندا تحت 21 سنة لكرة القدم ومنتخب اسكتلندا الثانوي لكرة القدم ‏. أما مع النوادي، فقد لعب مع سنترال كوست مارينرز وشيفيلد يونايتد ونادي ميلوول.

## وصلات خارجية
- نيك مونتغومري على موقع قاعدة بيانات كرة القدم.إي يو (الإنجليزية)
- نيك مونتغومري على موقع Soccerbase.com (لاعب) (الإنجليزية)
- نيك مونتغومري على موقع Soccerway.com (الإنجليزية)
- نيك مونتغومري على موقع عالم كرة القدم.نت (الإنجليزية)